# الدين والعلم في البهائية

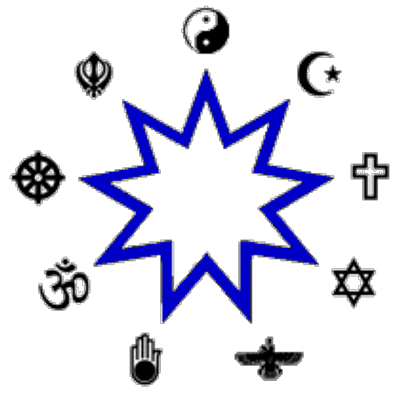
النجمة ذات التسع أضلع - أحد الرموز البهائية

من المبادئ الأساسية للعقيدة البهائية وجوب التناغم والتطابق بين الدين والعلم. تؤكد الكتابات البهائية أن العلم الحقيقي والدين الحقيقي لا يمكن أبدًا أن يتعارضوا. وصرّح عبد البهاء، ابن بهاءالله مؤسس البهائية، أنه لا يمكن عدم توافق العلم والدين لأنهما وجهان لنفس الحقيقة؛ كما أكد أن قِوى الفكر مطلوبةٌ لفهم حقائق الدين. ووصف شوقي أفندي، حفيد عبدالبهاء، العلم والدين بأنهما «أقوى قوتين في حياة الإنسان».

## نبذة تعريفية
الانسجام بين العلم والدين هو أحد المبادئ الأساسية للبهائيين. إن الكتابات البهائية لا ترى أن العلم والدين متناقضان، ولكنها تؤكد الانسجام الأساسي بين الأثنين. توضح كتابات بهاءالله أن الحقيقة واحدة، وأن العلم والدين وسيلتان لمعرفة الحقيقة وفهمها. في وجهة نظر البهائيين، يجب الرجوع إلى كلٍ من العلم والدين لفهم الحقائق. فالدين والعلم هما مصدران للمعرفة ويلعبان دورًا مكملًا، ويساعدان معًا على تحقيق تقدم الحضارة.
لقد أكد عبدالبهاء أن العلم بدون الدين يؤدي إلى المادية البحتة، والدين بدون العلم يؤدي إلى الخرافات؛ كما أكد أن قوى التفكير والتحليل مطلوبة لفهم حقائق الدين. وأدان عبدالبهاء الحضارات القائمة فقط على المعتقدات المادية وقال بأنها ستؤدي إلى مشاكل أخلاقية وتنهار في النهاية.
تنص التعاليم البهائية على أنه كلما نشأ تعارضٌ بين الدين والعلم يكون بسبب خطأ بشري. إما من خلال التفسير الخاطئ للنصوص الدينية أو عدم وجود فهمٍ أكملٍ للانكشافات العلمية. هذا يعني أن الدين يجب أن لا يقبل دائمًا المعرفة العلمية الحالية باعتبارها موثوقة، وأوضح عبدالبهاء أيضًا أن الدين يجب أن يكون منطقيًا لأن الله وهب البشرية العقل حتى يتمكنوا من اكتشاف الحقيقة. لذا، من وجهة النظر البهائية، يجب الحصول على المعرفة من خلال تفاعل الرؤى المستمدة من الوحي الإلهي والبحث العلمي معًا.
يتم تشبيه العلم والدين في الكتابات البهائية بجناحي طائرٍ يمكّنان الإنسان من الطيران في سماء المعرفة، ويمكن لروح الإنسان أن تتقدم بناءً عليهما. علاوةً على ذلك، تنص الكتابات البهائية على أن العلم بدون دينٍ يؤدي إلى النظر في الأمور بنظرةٍ ماديةٍ بحتةٍ، وأن الدين بدون علمٍ يؤدي إلى وقوع الشخص في الخرافات. قال عبد البهاء في أحد خطاباته العامة:
إذا كان الدين مخالفًا للعقل المنطقي، فسيتوقف عن كونه دينًا ويكون مجرد تقليدٍ. الدين والعلم هما الجناحان اللذان يرتفع بهما ذكاء الإنسان إلى المرتفعات التي يمكن للروح البشرية أن تتقدم بها. لا يمكن أن تطير بجناحٍ واحدٍ فقط! إذا حاول الرجل الطيران بجناح الدين وحده فسوف يسقط سريعًا في مستنقع الخرافات، بينما من ناحيةٍ أخرى، مع جناح العلم وحده، لن يحرز أي تقدمٍ، بل يقع في خضم اليأس من المادية. لقد وقعت جميع الأديان في يومنا هذا في ممارساتٍ خرافيةٍ، متناغمةٍ على حدٍ سواءٍ مع المبادئ الحقيقية للتعليم الذي تمثله ومع الاكتشافات العلمية في ذلك الوقت.

وقال عبد البهاء أيضًا:
علماء الرياضيات والفلك وعلماء الكيمياء يدحضون ويرفضون باستمرار استنتاجات القدماء؛ فلا شيء ثابت، لا شيء نهائي؛ كل شيءٍ يتغير باستمرار لأن العقل البشري يتقدم على طرقٍ جديدةٍ للتحقيق والتوصل إلى استنتاجاتٍ جديدةٍ كل يوم. في المستقبل، سوف يتم رفض ودحض الكثير مما يتم الإعلان عنه اليوم وقبوله على أنه حقيقي. وهكذا سوف تستمر إلى ما لا نهاية.

## وصلات خارجية
- الكتاب الأقدس